# Johann Avenarius II.
Johann Avenarius (* um 1579 in Öhringen; † 25. Dezember 1631 in Wittenberg) war ein deutscher Rechtswissenschaftler.

## Leben
Geboren als Sohn des Jenaer Gastwirts zum Schwarzen Adler Joseph Habermann und seiner Frau Magdalena, der Tochter des aus Öhringen stammenden Burchhard Stenzler, besuchte er die Schulen in Jena und Zwickau. Johann Avenarius war ein Enkel Johann Avenarius I. Er studierte seit seinem 18. Lebensjahr an der Universität Jena für drei Jahre Philosophie und begann im Anschluss ein Studium der Rechtswissenschaften. Dann nahm er in Regensburg eine Tätigkeit als Hauslehrer auf und setzte seine juristischen Studien an der Universität Helmstedt fort.
Er kehrte nach Jena zurück, gründete in seinem Haus eine Privatschule und hielt dort verschiedene politische und juristische Kollegs ab. Dies ging aber auf lange Dauer nicht gut, so dass er 1609 nach Österreich ging und über Straßburg, Basel und Freiburg im Breisgau, 1613 nach Dresden gelangte, wo er bei seinem Vetter Josef Avenarius Aufnahme fand. Von hier aus wurde ihm 1617 der Weg an die Universität Wittenberg geebnet, wo er eine Professur für Rhetorik erhielt.
Diese Stelle bekleidete er 14 Jahre bis zu seinem Tode mit Fleiß und Nutzen der akademischen Jugend. Er lehrte vornehmlich über die Eloquenz des Cicero. Am 9. September 1631, erkrankte er am viertägigen Fieber. Infolge der erlittenen Schwächung des Körpers brach er am Weihnachtstag zusammen und verstarb. Sein Leichnam wurde am 29. Dezember in Wittenberg beigesetzt. Als Avenarius gestorben war, vereinigte man seine Professur mit der der Dichtkunst.

## Familie
Er heiratete Anna (* 21. Dezember 1597 in Wittenberg; † 18. Januar 1632 in Wittenberg), die Tochter des Verwalters der Universität und kurfürstlichen Amtsschössers Elias Jahn und seiner Frau Anna Hortleder die Schwester des sächsischen Politikers und Rates Friedrich Hortleder. Mit ihr hatte er zwei Söhne und eine Tochter, wovon nur der jüngste Christopherus Avenarius die Mutter überlebte.

## Werke
- Collegium Politicum.
- Quastiones Juris.
- Synopsin Oeconomicam.
- De Dectoribus
- De Virtutibus Principum
- Selectissimas Philosophiae practicae Quastiones & C.